# Bogdan Zalewski (dziennikarz)
Bogdan Zalewski (ur. 8 października 1965) – polski dziennikarz związany z radiem RMF FM od 1994 roku.

## Kariera zawodowa
Absolwent filologii polskiej na Uniwersytecie Jagiellońskim. Pracę dziennikarską rozpoczął w Radiu Kraków na początku lat 90., następnie związał się z radiem RMF FM, gdzie jest prowadzącym i współtwórcą serwisów informacyjnych.
Prowadził popołudniowy magazyn "Radio, Muzyka, Fakty", "Obraz dnia", obecnie Fakty RMF FM. W czasie wakacji 1997 roku był gospodarzem popołudniowego programu Radio Swoboda. Był współautorem audycji Technikum Mechanizacji Muzyki, a w nieistniejącym już Radiu Blue FM miał program muzyczny "W samo południe".
11 września 2001 roku, w dniu zamachu na World Trade Center, prowadził nieprzerwanie ośmiogodzinny serwis informacyjny, który rozpoczął się kilka minut po rzeczywistym ataku na Centrum Światowego Handlu. Razem z Michałem Kowalewskim relacjonował również szturm na szkołę w Biesłanie we wrześniu 2004 roku, a w kwietniu 2005 roku wraz z innymi dziennikarzami stacji dni odejścia Jana Pawła II.
Jako dziennikarz bierze udział w wydarzeniach kulturalnych związanych z promowaniem książek i pisarzy oraz w tych przedsięwzięciach i dyskusjach, które dotyczą nowego wizerunku najmłodszej dzielnicy Krakowa – Nowej Huty jak choćby cykl imprez "Nowa!Huta" organizowanych przez Apollo Film w Krakowie czy projekt "nowa_huta.rtf: relacje teksty forma" przygotowany przez Małopolski Instytut Kultury. Drukował i drukuje w krakowskim Interdyscyplinarnym Magazynie Kulturalno-Artystycznym Ha!art, w dwumiesięczniku "Studium", w miesięczniku "Teatr". W 2001 roku był stypendystą w Norymberdze w ramach programu stypendialnego "Hermann-Kesten-Stipendium".
Od jesieni 2006 roku miał być prowadzącym i współautorem programu publicystyczno-kulturalnego "Kontra" w TVP, do którego emisji jednak nie doszło w wyniku braku porozumienia między TVP a kierownictwem macierzystej stacji dziennikarza.
Od 2008 roku na antenie radia RMF Classic pojawia się jego felieton pt. CzyTaniec, poświęcony współczesnej literaturze eksperymentalnej.
Przeprowadzał wywiady między innymi z Czesławem Miłoszem, Stanisławem Lemem, Gustawem Herlingiem-Grudzińskim, Williamem Whartonem, Michaelem Kandelem – amerykańskim krytykiem literackim i tłumaczem Stanisława Lema, Jerzym Grzegorzewskim, Józefem Szajną – reżyserem, scenografem, teoretykiem teatru, z ukraińskimi pisarzami Tarasem Prochaśką i Sofiją Andruchowycz, z autorami literatury fantastycznej: Jackiem Dukajem i Markiem S. Huberathem w ramach Festiwalu Literatury Popularnej "Poplit" (2006 rok), laureatem Paszportu "Polityki" z 2004 roku Sławomirem Shuty, z lamą Ole Nydahlem – duchowym mistrzem i nauczycielem tybetańskiego buddyzmu, w listopadzie 2006 roku, prowadził w Krakowie spotkanie z Amy Tan – amerykańską pisarką chińskiego pochodzenia. W marcu 2007 roku brał udział w dyskusji naukowej dotyczącej twórczości Franciszki i Stefana Themersonów zorganizowanej przez Bunkier Sztuki w Krakowie pod nazwą "Przestrzeń kultury".
Okazjonalnie ma wykłady na temat dziennikarskich tekstów i sposobów przekazywania informacji.
Jest laureatem VI edycji Nagrody Dziennikarzy Małopolski w kategorii "internet". Nagrodę otrzymał za autorski blog prowadzony od sierpnia 2007 roku.
Ostatnio podjął współpracę z Pawłem Penarskim producentem radia RMF FM. Duet ten stworzył film 777 wyrazów tego samego oparty na notce z bloga Bogdana Zalewskiego.

## Wykłady
- "FAKTY KONTRA ARTE-FAKTY. Sympatyczny atrament – bez żadnej sympatii, czyli jak bezlitośnie demaskować nieczyste intencje ukryte pod powierzchnią tekstów dziennikarskich. Na wybranych przykładach." – IV Kongres Public Relations, Rzeszów, kwiecień 2005 roku
- "Trzeci i czwarty wymiar informacji – kataryniarze". IX edycja Podyplomowego Studium Public Relations przy Politechnice Gdańskiej, październik 2005 roku